# Thomas Adès
Thomas Adès  (Londres, 1 de març de 1971) és un compositor, pianista i director d'orquestra anglès.
Adès va estudiar piano amb Paul Berkowitz i més tard composició amb Robert Saxton al Guildhall School of Music and Drama de Londres. Després d'estudiar a la University College School, va aconseguir el guardó double starred first del King's College de Cambridge l'any 1992, on va rebre classes dels professors Alexander Goehr i Robin Holloway. Més tard va ocupar la plaça de Britten Professor of Composition (càtedra de composició Britten) a la Royal Academy of Music de Londres. El 2004 va rebre un doctorat honorífic de la University of Essex.
La primera òpera d'Adès va ser Powder Her Face (encarregada per l'Òpera Almeida para el festival de Cheltenham el 1995), des de llavors aquesta òpera, coneguda com l'"òpera de la fel·lació" ha estat interpretada en tot el món i hi ha un enregistrament en DVD editat per EMI. La seva segona òpera, The Tempest (La tempesta) va ser un encàrrec de la Royal Opera House de Londres i es va ser estrenada sota la batuta del compositor, i va obtenir una fantàstica crítica al febrer del 2004. Al setembre de 2005 s'estrena el seu Concert per a Violí i Orquestra en els BBC Proms, interpretat per Anthony Marwood. La seva segona peça per a Simon Rattle, Tevot (2007), va ser encarregat per la Filharmònica de Berlín i el Carnegie Hall.
El 2007 es va presentar un festival de retrospectiva de la seva obra al Centre d'Art Barbican a Londres i va ser el focus del festival de música contemporània de Radio France, "presències" i de l'últim festival de Hèlsinki. El festival Barbican, amb el títol "El Musical Mundial de Thomas Adès", va incloure l'estrena britànica d'un nou treball de Simon Rattle i de la Filharmònica de Berlín, Tevot. A la primavera de 2007, La tempesta va tornar a la Royal Opera House. El 2009, Adès va ser el focus del festival anual de concerts d'Estocolm Hall Composer.

## Composicions

### Orquestrals
- Asyla (1997). Va ser estrenada l'octubre de 1997 al Symphony Hall de Birmingham, encarregada per l'Orquestra Simfònica de la Ciutat de Birmingham (CBSO) i dirigida per Simon Rattle. A Londres, l'obra es va estrenar el 15 d'agost de 1999 a càrrec de la l'Orquestra Simfònica de la BBC (dirigida pel mateix compositor) dins el cicle BBC Proms. L'any 2000, Adès es va convertir en el compositor més jove en rebre el guardó Grawemeyer Award for Music Composition de la University of Louisville per aquesta obra. Simon Rattle va tornar a interpretar Asyla en el seu primer concert com a director titular de l'Orquestra Filharmònica de Berlín el 7 de setembre de 2002, juntament amb la Simfonia núm. 5 de Mahler (ambdues publicades en format CD i DVD per la discogràfica EMI). Des de llavors, Asyla s'ha interpretat arreu, incloent una gira de l'Orquestra Filharmònica de Berlín i Rattle per l'Orient Llunyà.

### Òperes
- Powder Her Face ("Empolvora el seu rostre") (1995). Òpera de cambra amb llibret de Felip Hensher que va obtenir bones crítiques i notorietat per la seva representació musical de la fel·lació.
- The Tempest ("La tempesta") (2004), amb llibret de Meredith Oakes a partir de l'obra de Shakespeare. Va ser estrenada amb gran èxit de crítica a la Royal Opera House, Covent Garden el febrer de 2004, a la qual van seguir les produccions a l'Òpera d'Estrasburg i la Casa d'Òpera de Copenhaguen a finals de 2005.
- The Exterminating Angel ("L'àngel exterminador") (2016). Estrenada al Festival de Salzburg.[2] Òpera en dos actes.

## Enregistraments

### DVD
- Powder Her Face va ser portada al cinema pel Canal 4 i es mostra el dia de Nadal de 1999 al Regne Unit. La pel·lícula va ser llançada en DVD al Regne Unit per al Nadal de 2005, inclòs un documental sobre Adès realitzades per Gerald Fox al voltant del mateix temps. També està disponible als EUA.
- Asyla, que obre el CD de Sir Simon Rattle amb la Filharmònica de Berlín. Els dos concerts van ser gravats i llançats en DVD el 2002.
- The Tempest, en producció de la Metropolitan Opera de l'any 2012, dirigida per Adès. El repartiment és el següent: Prospero: Simon Keenlyside; Ariel: Audrey Luna; Caliban: Alan Oke; Miranda: Isabel Leonard; Ferdinand: Alek Shrader; Rei de Nàpols: William Burden; Antonio: Tony Spence; Stefano: Kevin Burdette; Trínculo: Iestyn Davies; Sebastian: Christopher Feigum; Gonzalo: John Del Carlo. La producció la signa Robert Lepage.

### CD d'àudio com a compositor
- Life Story (1997)
- Living Toys (1998)
- Asyla (1999)
- Powder Her Face (1999)
- America (2004)
- Adès/Schubert: Piano Quintets (2005)
- Violin Concerto (2007), comunicat de descàrrega.
- The Tempest (2009)
- Tevot, Violin Concerto, Three Studies from Couperin, Dances from Powder Her Face (2010)